# Бідна Саша (телесеріал)
«Бідна Саша» (рос. «Бедная Саша») — російськомовний 16-ти серійній мелодраматичний телесеріал, знятий в Україні за сценарієм Тетяни Малахової та Ірини Чорної. Виробництвом серіалу займалася кінокомпанія «Українська продакшн студія» на замовлення каналу «1+1».
Прем'єра телесеріалу в Україні відбулася на телеканалі 1+1 1 березня 2021 року.

## Сюжет
Дівчина Саша через зраду коханого змушена була скасувати весілля та втікати з міста на потязі. Причиною зради став старий кримінальний борг нареченого. Незадовго до цього вона дізнається про свою вагітність. Але колишній хлопець Роман не залишає в спокої дівчину-сироту. Незабаром він одружується з дочкою слідчого, щоб не потрапити до в'язниці.
Але доля майже кидає до в'язниці саму Сашу. Під час втечі поїздом, у купе разом з дівчиною їхала авантюристкою Валерія. Вона спровокувала серйозну аварію на залізничній дорозі і втікла з місця події, забравши велику суму грошей із сусіднього купе. Саша приходить до свідомості вже в лікарні та дізнається, що її звинувачують у тому, що сталося, та приймають за головни виновницю крадіжки. Щоб уникнути несправедливого покарання Саша змінює своє ім'я. Вона живе у постійному стресі, постійно очікуючи на викриття. Крім того, що її розшукує поліція, її особою також цікавляться і бандити.
|  | «Сценарій прописаний таким чином, що в кожній серії на героїню чекає нове випробування, яке їй доведеться долати. А ті недитячі ситуації, в які вона потрапить, будуть підсилювати емоції ще й тим, що Саша - вагітна. І розуміння цього тільки додають глядачеві градус гостроти і хвилювання», - вважає режисер-постановник картини Павло Тупик |

.

## У ролях

### У головних ролях
- Анастасія Шульга — Саша
- Тимофій Каратаєв — Михайло
- Олександр Соколов — Роман, колишній наречений Саші
- Оксана Жданова — Катерина

### У ролях
- Михайло Кришталь — Борис
- Ірина Мак — Ніна
- Анжеліка Гирич — Ганна
- В'ячеслав Гіндін — Павло
- Іванна Бжезінська — Варя
- Костянтин Октябрський — Гліб
- Катерина Тишкевич — Валерія, авантюристка
- Тетяна Малкова — Анжела
- Наталія Кленіна — Раїса
- Анна Сирбу — Тоня
- Євген Олійник — охоронець
- Ярослав Гуревич — Жила
- Єгор Герасимов — Бивень
- Максим Даньшин — Гудок
- Андрій Романій — генерал
- Володимир Абазопуло — прикордонник
- Сергій Бережко — лікар
- Іван Вороной — Стас
- Руслан Коваль — кінолог
- Сергій Козлов — Стьопа, помічник Бориса
- Олександр Баталов
- Тетяна Малкова
- Олеся Гончар — Саша в дитинстві
- Дмитро Шунтов — бариста
- Руслан Коваль — кінолог
- Ірина Тамім — Валентина Петрівна, зечка

### В епізодах
- Олексій Агєєв
- Артем Альохін
- Сергій Баканов
- Тетяна Блащук
- Євген Бельдюгін
- Жанна Богдевіч
- Тетяна Вакуленко
- Олег Власов
- Юлія Гапчук
- Іван Губанов
- Віктор Данилюк
- Роман Дробах
- Андрій Євсеєнко
- Анастасія Євтушенко
- Сергій Єльцов
- Олександр Завальський
- Максим Зіневич
- Світлана Золотько
- Андрій Катанцев
- Юрій Корж
- Георгій Куринов
- Ксенія Курінна
- Анна Левченко
- Мирослава Лясота
- Дмитро Малков
- Алла Мартинюк
- Алла Масленникова
- Ігор Назаров
- Руслан Никоненко
- Віталій Новіков
- Олена Новікова
- Євген Олійник
- Максим Оцун

Сценаристки: Тетяна Малахова, Ірина Чорна.
Генеральний продюсер каналу «1+1»: Максим Кривицький.
Продюсерки каналу «1+1»: Олена Єремєєва та Дарина Жукова.
Генеральна продюсерка компанії «Української продакшн студії»: Ірина Заря.
Режиссер-постановник: Павло Тупик.
Оператор-постановник: Олександр Клименко.

## Реліз
Прем'єра телесеріалу в Україні відбулася на телеканалі 1+1 1 березня 2021 року.

## Фільмування
Драму було знято «Українська продакшн-студією» ще 2019 року в Києві за оригінальною ідеєю Тетяни Малахової. Авторка сценарію випадково в новинах почула про історію дівчини. Коли вона її зацікавила, то знайшла про неї додаткові матеріали в соцмережах.

## Музика
Офіційним саундтрек у фільмі виконала українська співачка TAYANNA. Це — її власна пісня «Сила».
|  | «Моя пісня дуже пасує серіалу, - вважає співачка Tayanna, - і співзвучна характеру головної героїні тим, що вона знаходить силу не в комусь, а в собі. І просто приймає ситуацію такою, яка вона є. Українки завжди були сильними і мудрими. Мені дуже приємно, що саме "Сила" стала саундтреком "Бідної Саші" і її меседж зможе почути велика кількість людей. Адже що б там в житті не відбувалось, в нас завжди є ми та наша внутрішня сила — і цього насправді достатньо, щоб здолати будь-які випробування долі». |